# Biblioteca d'autors catalans
La Biblioteca d'autors catalans fou un annex de la Biblioteca Pública Episcopal de Barcelona creat el 1818, i que es començà a organitzar l'any 1819. Posteriorment, la inauguració d'aquest espai fou anunciada a l'exemplar del Diario de Barcelona del 15 de novembre de 1819, en el qual es convidava a fer donacions de volums a la biblioteca. Fou a expenses i amb el suport del llavors bisbe Pau de Sitjar i Ruata que s'habilità una sala especial per a la Biblioteca.
El seu origen es remunta a l'ambiciós projecte d'Ignasi Torres i Amat de redactar un Diccionari d'autors catalans --iniciat el 1798 i publicat el 1836-- qui donà el fons inicial de 400 volums entre impresos i manuscrits, juntament amb una col·lecció de monedes, plantes, i minerals. Les plantes i els minerals van configurar el fons inicial d'un Museu d'Història Natural, creat en paral·lel a la Biblioteca d'autors catalans; de fet, ocupaven la mateixa sala, que portava la inscripció (traduïda del llatí) Biblioteca d'escriptors de Catalunya i Museu de coses antigues i precioses de la mateixa província. Aquest museu primigeni, creat el 1818, fou el germen posterior del Museu Geològic del Seminari de Barcelona, creat el 1874 per Mn. Jaume Almeras i Comas.
Posteriorment, el seu germà Fèlix continua aquell projecte i l'amplia. Exhortant al patriotisme de la població, sol·licita que es faci donació de llibres d'autors catalans. D'aquesta manera, Catalunya disposa per primer cop al territori espanyol d'una biblioteca d'autors nacionals. Tingué un gran èxit en passar dels 400 volums en ser inaugurada a 1.500 un any després, el 1820. El 1844 la xifra ja arribava als 2.000 volums.